# Åsa Holmsen
Åsa Margareta Holmsen, född Hedström 11 april 1916 i Mjällbyn på Frösön, död 8 februari 2008 i Vällingby, var en svensk TV-producent. Efter att ha arbetet i filmbranschen började hon 1956 vid Radiotjänst som då startat TV-sändningar. Med sina erfarenheter som scripta, klippare och regiassistent förstärkte hon den nyinrättade filmavdelningen och blev första kvinna att delta i själva filmproduktionen.

## Biografi
Holmsen föddes som dotter till direktör Josef Hedström och hans hustru, politikern och journalisten Birgit Hedström. Modern var bland annat med om att starta Länstidningen Östersund. Under mellankrigstiden följde Holmsen med sin mor på resor ut i Europa. Efter studenten läste hon nordiska språk vid Stockholms högskola.
Holmsen började arbeta som scripta och blev regiassistent och filmklippare åt regissören Egil Holmsen, som hon gift sig med 1939. År 1956 rekryterade Radiotjänsts programchef Per Martin Hamberg henne till den nystartade televisionen. Hon började på filmavdelningen, vars uppgift bland annat var att producera dokumentärfilm.
Vid starten fanns kvinnliga filmklippare på avdelningen, men Åsa Holmsen var den enda kvinna i produktionen och hade närmast rollen som regissör. Hon blev involverad i den långa kulturhistoriska serien Liv och leverne i gamla Sverige (1957–1959) med filmavdelningens chef Lennart Ehrenborg som producent. Hon svarade för den bildmässiga planeringen av den mest uppmärksammade dokumentären under pionjäråren, skildringen av en hjärtoperation utförd av professor Clarence Crafoord (1956).
Åsa Holmsen gick kring 1960 över till samhällsredaktionen och kom att göra en rad dokumentärer med tydligt kvinnoperspektiv, däribland serier om alkoholism och om ungdoms- och familjeproblem. 1967 gjorde hon en serie med ett nytt konsumentperspektiv som inte bara granskade varor utan också tjänster och service, i synnerhet samhällsservicen. I slutet av 1960-talet arbetade hon på TV i Örebro. Det sociala perspektivet bibehöll hon, bland annat producerade hon serien "Ett eget liv" där psykiskt funktionshindrade ungdomar från länet berättade om sina liv.
Åsa Holmsen är gravsatt på Norra begravningsplatsen i Östersund.

## Filmografi
Programmen för Sveriges Television utgör exempel på Åsa Holmens verksamhet.  Uppgifterna har hämtats från Svensk mediedatabas och Dagens Nyheters TV-tablå aktuellt sändningsdatum.  
| År   | Film              | Insats        | Källa  |
| ---- | ----------------- | ------------- | ------ |
| 1939 | Panik             | Scripta       | [ 10 ] |
| 1940 | Karl för sin hatt | Scripta       | [ 11 ] |
| 1952 | Farlig kurva      | Regiassistent | [ 12 ] |

| Sändnings- datum | Sveriges Television                                                                                | Insats             | Länk   |
| ---------------- | -------------------------------------------------------------------------------------------------- | ------------------ | ------ |
| 1957-09-26       | Djur i bur: med Patricia Bourne på cirkus                                                          | Producent          | [ 13 ] |
| 1958-03-06       | Berömda samtida: Clarence Crafoord                                                                 | Regissör           |        |
| 1958-04-01       | Nordisk statsminister: Einar Gerhardsen                                                            | Producent          | [ 14 ] |
| 1960-04-21       | Ungdom och brott I: I välfärdens skugga                                                            | Regissör           | [ 15 ] |
| 1960-10-17       | ...men ingen säger varför Jeppe super                                                              | Regissör           | [ 16 ] |
| 1960-11-28       | Att vara på torken                                                                                 | Regissör           | [ 17 ] |
| 1960-12-06       | Alkohol: myter och verklighet                                                                      | Regissör           | [ 18 ] |
| 1962-01-30       | På äldre dar: ett litet magasin om kläder, möbler och mat                                          | Producent          | [ 19 ] |
| 1962-10-02       | Barn i trafik: stadsplanerarens synpunkter                                                         | Producent          | [ 20 ] |
| 1962-03-28       | Tjata inte på mig: synpunkter på ett vanligt uppfostringsproblem                                   | Producent          | [ 21 ] |
| 1965-11-15       | Det tål att tala om: tonåringar och föräldrar om sexualvanor idag                                  | Producent Upphov   | [ 22 ] |
| 1966-02-01       | Växa i skolan: att börja skolan                                                                    | Producent          | [ 23 ] |
| 1966-05-10       | Kvinna i småstad: fakta och funderingar om önskningar, möjligheter och fördomar på arbetsmarknaden | Upphov             | [ 24 ] |
| 1966-06-09       | Barn berättar i bild: se och återge                                                                | Producent          | [ 25 ] |
| 1967-02-14       | Välkommen till er socialbyrå – att söka samhällets hjälp                                           | Producent          |        |
| 1967-03-14       | Sjuk. Information om allmänna försäkringskassan och de nya sjukpenningbestämmelserna               | Producent          |        |
| 1967-03-28       | Pension. Information om barnpension, hustru-tillägg, kommunala bostadstillägg                      | Producent          |        |
| 1967-11-13       | "Nämnden beslöt att...": om förtroendemännen i socialvården                                        | Producent          |        |
| 1967-09-26       | Världsmästare i välfärd                                                                            | Upphov             | [ 26 ] |
| 1968-04-09       | Kvinnor och alkohol                                                                                | Producent          | [ 27 ] |
| 1973-01-29       | Som en hel karl: om kvinnans situation på dagens arbetsmarknad                                     | Producent Reporter | [ 28 ] |